# 臺灣新脊介
臺灣新脊介（学名：Neonesidea taiwanensis）为土菱介科新脊介屬下的一个种。